# Юрий Пшеничников
Юрий Павлович Пшеничников е съветски футболист, вратар. Заслужил майстор на спорта. Вратар на годината в СССР за 1968 г.

## Кариера
Започва кариерата си в Трудови резерви (Ташкент). През 1960 преминава в Пахтакор и става титулярен вратар на отбора в първия му сезон във Висшата лига на съюза. 
Юрий става несменяем титуляр за Пахкакор и през 1966 е повикан в националния отбор на СССР. Дебютира в мач с Югославия. Пшеничников успява да се утвърди в състава на „червената армия“ като е предпочетен пред стража на Динамо Киев Евгений Рудаков. 
През 1968 преминава в ЦСКА Москва и му е дадено званието лейтенант и тристаен апартамент. Юрий е титуляр за СССР за европейското първенство същата година, а отбора достига полуфинал. В края на сезона Пшеничников е избран за най-добър вратар на годината. 
През 1969 вратарят получава травма на ръката и пропуска световното първенство в Мексико следващата година. Губи титулярното си място в ЦСКА от младия Владимир Астаповский. Треньорът Валентин Николаев запраща Юрий в дубъла, а футболистът пише рапорт за уволнение и 2 месеца не тренира с отбора. След време Николаев предлага на Юрий да изиграе един мач за втория състав и ако играе добре, да остане в отбора. Пшеничников не допуска гол в срещата и доиграва сезона като титуляр. ЦСКА печели шампионската титла за първи път от 19 години. През следващия сезон Юрий не успява да пребори конкуренцията на Астаповский и изиграва само няколко срещи. През 1972 се завръща в Пахтакор и помага на тима да спечели Първа лига. След края на сезона прекратява кариерата си поради травми.
През 1978 е помощник-треньор в ЦСКА Москва. Министерството на отбраната на СССР му урежда работа в армейските отбори от други държави. Юрий е треньор на лаоския Контхаб, с който става двукратен шампион на страната и носител на купата. В периода 1984-1988 г. е спортен директор на ЦСКА Москва. През 1989 г. е начело на мадагаскарския КОСФАП. След това закратно е треньор на СКА Ростов и помощник в Асмарал. От 1994 до 1995 е старши треньор на Рател-Хайма в ОАЕ. В края на 90-те е треньор на вратарите на ЦСКА Москва, а по-късно и на юношеските формации на Динамо и Спартак.
Умира на 20 декември 2019 г.